# Litsea alveolata
Litsea alveolata är en lagerväxtart som beskrevs av C. K. Allen. Litsea alveolata ingår i släktet Litsea och familjen lagerväxter. Inga underarter finns listade i Catalogue of Life.